# Kleinbrembach
Kleinbrembach est une ancienne commune allemande de l'arrondissement de Sömmerda, Land de Thuringe.

## Géographie
Kleinbrembach se situe sur la Scherkonde, à l'est du bassin de Thuringe.
|            | Kleinneuhausen | Ellersleben  |
| Vogelsberg | Kleinbrembach  | Großbrembach |
| Neumark    |                | Krautheim    |

## Histoire
Kleinbrembach est mentionné pour la première fois sous le nom de Brembach dans le Breviarium Sancti Lulli, à la fin du IXe siècle.
Pendant la Seconde Guerre mondiale, soixante prisonniers de guerre français ainsi que des femmes et hommes de Pologne et de Russie sont contraints à des travaux agricoles.

## Personnalités liées à la commune
- Wilhelm Gottlieb Tennemann (1761-1819), philosophe et historien.

## Source de la traduction
- (de) Cet article est partiellement ou en totalité issu de l’article de Wikipédia en allemand intitulé « Kleinbrembach » (voir la liste des auteurs).